# Pagubugan Kulon
Pagubugan Kulon is een bestuurslaag in het regentschap Cilacap van de provincie Midden-Java, Indonesië. Pagubugan Kulon telt 3948 inwoners (volkstelling 2010).